# کالچو (ایتالیا)
کالچو (به ایتالیایی: Calcio) شهری  در استان برگامو در ناحیهٔ لومباردی ایتالیا است.